# Rodney Atkins
Rodney Allan Atkins (Knoxville, Tennessee; 28 de marzo de 1969) es un músico estadounidense de country.

## Carrera musical
Atkins firmó un contrato con Curb Records en 1997. Ese año, él se presentó por primera vez con el sencillo "In a Heartbeat", que alcanzó el puesto #74 en la revista Billboard. Tiene un contrato firmado con Curb Records desde 1996, Atkins mostró su primer sencillo en las listas de country de Billboard de ese año, pero no dio a conocer un álbum hasta el año 2003 Honesty, que era el éxito Top 5 en Estados Unidos.
En el año de 2002, Atkins lanzó su segundo sencillo, llamado "Sing Along". Atkins entró en el Top 10 por primera vez a finales de 2003 e inicios de 2004 con "Honesty (Write Me a List)", que alcanzó el puesto #4 en la región. El título de la canción fue el mismo para ese álbum Honesty, el cual fue lanzado a finales de 2003. "Someone to Share It With" y "Monkey in the Middle" fueron también lanzadas con tal álbum.
Atkins se había tomado un año sabático entre el 2004 y el 2005, por lo cual no se escuchó su música en la radio. Atkins volvió en 2006 con un sencillo llamado "If You're Going Through Hell (Before the Devil Even Knows)", el cual sirvió como base para lanzar su segundo álbum, llamado como la canción. La canción alcanzó a ser la #1 del año 2006 de acuerdo a Billboard. Esta canción, no fue solo su segundo n°1 sino que le dio en 2007 el título de "Canción número 1 del año" por Billboard. Los dos primeros sencillos de este álbum, «If you are going through hell (before the devil even knows you're there)» y «Watching You» duraron cuatro semanas en el top 10 de las canciones country en Estados Unidos. Ambas fueron nombradas también en el país como número uno en la categoría "canción del año" por la revista Billboard.
El Álbum fue directamente a los archivos de certificación de RIAA platinum en los Estados Unidos, lo cual le dio su cuarto n°1 consecutivo entre los cuales se encuentran: "These Are My People" y "Cleaning This Gun (Come On In Boy)". "Invisibly Shaken", que había sido grabado antes pero no se había dado a conocer, fue el quinto y último sencillo del Álbum If You're Going Through Hell. 
El sencillo número 13 de Rodney, "It's America", fue lanzado en noviembre de 2008. Este es el primer sencillo de su tercer Álbum musical, It's America, lanzado el 31 de marzo de 2009. La canción se convirtió nuevamente en la #1 en los Estados Unidos. El segundo sencillo de este Álbum, "15 Minutes", fue presentado únicamente en la radio el 26 de mayo de 2009. "Chasin' Girls" fue enviado a la radio hasta octubre del mismo año, pero no le alcanzó para alcanzar el puesto #1 como era de esperarse sino que quedó de #48.
El penúltimo sencillo "Farmer's Daughter" debutó en abril de 2010. It's America fue lanzado nuevamente para poner "Farmer's daughter" como un bonus track. En el año 2011 sacó su último sencillo (hasta el momento) llamado "Take a back road".

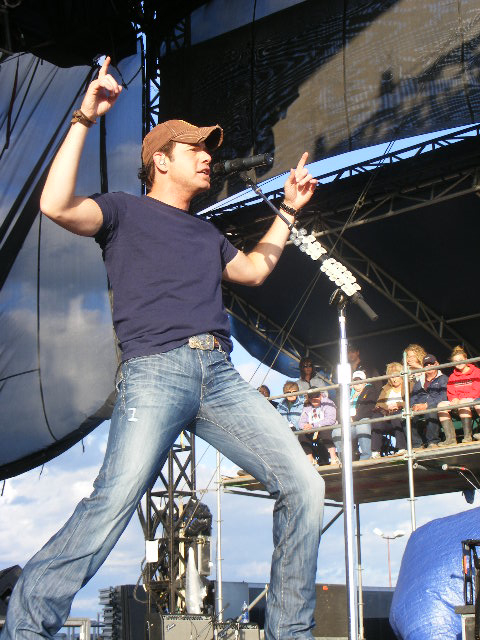
Rodney Atkins (2009)

## Vida personal
Se casó con Tammy Jo McDonald en 1998, y tuvieron un hijo llamado Elijah. Se divorciaron en 2012.
En junio de 2013, Atkins se comprometió con la cantante Rose Falcon. La pareja se casó el 10 de noviembre de 2013. El primer hijo de la pareja y el segundo de Rodney, Ryder Falcon Atkins, nació el 14 de diciembre de 2017. Su segundo hijo en común, Scout Falcon Atkins, nació el 26 de agosto de 2019.

## Discografía
| Título                        | Detalles                                   | Posiciones en Estados Unidos | Premios          |
| ----------------------------- | ------------------------------------------ | ---------------------------- | ---------------- |
| Honesty                       | Fecha lanzamiento: 14 de octubre de 2003   | 50                           | -                |
| If you are going through hell | Fecha de Lanzamiento: 18 de julio de 2006  | 1                            | Disco de Platino |
| It's America                  | Fecha de Lanzamiento: 31 de marzo de 2009  | 3                            | -                |
| Take a Back Road              | Fecha de Lanzamiento: 4 de octubre de 2011 | 16                           | -                |

### Sencillos
| 1997                                                                     | "In a Heartbeat"                                             | 74 | —   | —  |                       | Rodney Atkins (No lanzado aún) |
| 1997                                                                     | "God Only Knows"                                             | —  | —   | —  |                       | Rodney Atkins (No lanzado aún) |
| 2002                                                                     | "Sing Along"                                                 | 37 | —   | —  |                       | Honesty                        |
| 2002                                                                     | "My Old Man"                                                 | 36 | —   | —  |                       | Honesty                        |
| 2003                                                                     | "Honesty (Write Me a List)"                                  | 4  | 57  | —  |                       | Honesty                        |
| 2004                                                                     | "Someone to Share It With"                                   | 41 | —   | —  |                       | Honesty                        |
| 2004                                                                     | "Monkey in the Middle"                                       | —  | —   | —  |                       | Honesty                        |
| 2006                                                                     | "If You're Going Through Hell (Before the Devil Even Knows)" | 1  | 33  | 57 | - Estados Unidos: Oro | If You're Going Through Hell   |
| 2006                                                                     | "Watching You"                                               | 1  | 36  | 57 | - Estados Unidos: Oro | If You're Going Through Hell   |
| 2007                                                                     | "These Are My People"                                        | 1  | 42  | 96 |                       | If You're Going Through Hell   |
| 2007                                                                     | "Cleaning This Gun (Come On In Boy)"[A]                      | 1  | 40  | 83 | - Estados Unidos: Oro | If You're Going Through Hell   |
| 2008                                                                     | "Invisibly Shaken"                                           | 41 | —   | —  |                       | If You're Going Through Hell   |
| 2008                                                                     | "It's America"                                               | 1  | 44  | —  |                       | It's America                   |
| 2009                                                                     | "15 Minutes"                                                 | 20 | 115 | —  |                       | It's America                   |
| 2009                                                                     | "Chasin' Girls"                                              | 48 | —   | —  |                       | It's America                   |
| 2010                                                                     | "Farmer's Daughter"[B]                                       | 5  | 47  | —  |                       | It's America                   |
| 2011                                                                     | "Take a Back Road"[C]                                        | 32 |     |    |                       | Take a Back Road               |
| "—" denotes releases that did not chart * denotes unknown peak positions |                                                              |    |     |    |                       |                                |

## Premios y nominaciones
| Año  | Asociación                 | Premio                                                                                 | Resultado |
| ---- | -------------------------- | -------------------------------------------------------------------------------------- | --------- |
| 2006 | "Academy of Country Music  | Mejor vocalista varón nuevo                                                            | Ganó      |
| 2007 | "Academy of Country Music" | Álbum y canción del año (If you are going thruogh hell y Watching you respectivamente" | Nominado  |
| 2008 | Country Music Assosiation  | Nuevo artista del año                                                                  | Nominado  |

### Videos musicales
| Año  | Video                                                        | Director            |
| ---- | ------------------------------------------------------------ | ------------------- |
| 1997 | "In a Heartbeat"                                             | Jeffery C. Phillips |
| 2003 | "Honesty (Write Me a List)"                                  | D.J. Webster        |
| 2006 | "If You're Going Through Hell (Before the Devil Even Knows)" | Eric Welch          |
| 2006 | "Watching You"                                               | Eric Welch          |
| 2007 | "These Are My People"                                        | Eric Welch          |
| 2008 | "Invisibly Shaken"                                           | Eric Welch          |
| 2009 | "It's America"                                               | Eric Welch          |
| 2010 | "Farmer's Daughter"                                          |                     |
| 2011 | "Take a Back Road"                                           | Chris Hicky         |

Notas
- A ^ "Cleaning This Gun (Come On In Boy)" also peaked at #84 on the Canadian Hot 100.
- B ^ "Farmer's Daughter" is only available on the June 2010 re-release of It's America and Cracker Barrel's exclusive compilation CD "Rodney Atkins".
- C ^ To be released.[8]

## Vida personal
Atkins está casado con Tammy Jo y tiene un hijo llamado Elijah. Atkins tiene dos hijastras, Lindsey y Morgan, de la primera relación de Tammy.
Cuando Rodney nació, sus padres naturales lo dejaron en adopción, a los pocos días de haber sido dejado en adopción, corrió con la suerte de que una pareja lo adoptó, pero por "Ser un niño con muchas enfermedades" lo devolvieron a los pocos días, tiempo después, llegaron a la casa de adopciones el señor y la señora Atkins y lo volvieron su hijo.